# Salmincola salmoneus
Salmincola salmoneus är en kräftdjursart som först beskrevs av Carl von Linné 1758.  Salmincola salmoneus ingår i släktet Salmincola och familjen Lernaeopodidae. Arten är reproducerande i Sverige. Inga underarter finns listade i Catalogue of Life.